# والتر وارد (سياسي)
والتر وارد (بالإنجليزية: Walter Ward)‏ هو سياسي أمريكي، ولد في 1911، وتوفي في 1994 في كوينز في الولايات المتحدة. حزبياً، نشط في الحزب الديمقراطي.